# پی‌ال‌زد-پی۷
پی‌ال‌زد-پی۷ (به انگلیسی: PZL_P.7) یک هواگرد از نوع هواپیمای جنگنده ساخت شرکت PZL است. هواگرد پی‌ال‌زد-پی۷ نخستین پروازش را در اکتبر ۱۹۳۰ میلادی انجام داد. این هواگرد در سال ۱۹۳۳ میلادی رسماً معرفی گردید و در سال‌های ۱۹۳۲–۱۹۳۳ تولید شده‌است. در مجموع، تعداد ۱۴۹+۲ فروند از این هواگرد ساخته شده‌است.